# Batmane
Batmane (em turco: Batman; em curdo: Elih) é uma cidade e distrito (em turco: ilçe) da província homónima, da qual é capital. Faz parte da região do Sudeste da Anatólia da Turquia. Tem 563,6 km² de área e em 2021 tinha 452 157 habitantes (densidade: 802,3 hab./km²). Em 2012, o distrito tinha 381 990, dos quais 348 963 moravam na cidade.
Até à década de 1950, a localidade era uma vila chamada Iluque, com cerca de 3 000 habitantes, sendo renomeada para Batmane em referência a um rio homônimo, situado nas proximidades (cujo nome é conhecido como tal desde pelo menos o século XIX), além de ter recebido o status de cidade e ter se tornado capital distrital. Desde essa época, a cidade tem crescido muito devido à descoberta de petróleo, tornando-se, em 1990, capital da província homônima.
A origem do nome Batman (dado primeiro ao rio e depois à cidade) é incerta: pode ter sido resultado do encurtamento do nome da montanha Batı Raman, com1 228 metros metros de altitude, situada nas cercanias do local, ou uma referência a uma unidade de medida de peso (de mesmo nome) usada durante o Império Otomano.